# Jianchangornis
Jianchangornis is een geslacht van uitgestorven vogels uit het Vroeg-Krijt van het huidige China, behorend tot de groep van de Ornithurae. De enige benoemde soort is Jianchangornis microdonta.

## Naamgeving en vondst
De typesoort Jianchangornis microdonta is in 2009 beschreven en benoemd door Zhou Zhonghe, Zhang Fucheng en Li Zhiheng. De geslachtsnaam is afgeleid van het district Jianchang en het Klassiek Griekse ὄρνις, ornis, 'vogel'. De soortaanduiding is afgeleid van het Grieks mikros, 'klein' en odous, 'tand', een verwijzing naar de kleine tanden in de onderkaak.
Het fossiele holotype IVPP V 16708 bestaat uit een bijna volledig en in verband liggende skelet van een jongvolwassen dier, platgedrukt op een enkele plaat. Het is gevonden in de provincie Liaoning in de Jiufotangformatie van de Jehol-groep, in een meerafzetting uit het Aptien, ongeveer 120 miljoen jaar oud. Het fossiel toont de resten van veren maar die geven weinig detail.

## Beschrijving
Jianchangornis is een vrij grote soort met een kleine spitse kop, krachtige vleugels, groot U-vormig vorkbeen en een staart die gereduceerd is tot een pygostyle. Het dier heeft misschien alleen nog tanden in de onderkaken; het dentarium draagt minstens zestien kleine kegelvormige tandjes, misschien zoveel als twintig. De bovenkaak toont geen tanden maar de praemaxilla is beschadigd dus vooraan zouden toch tandjes aanwezig kunnen zijn geweest. De onderkaak heeft vooraan wellicht een klein predentarium, een afgeleid, 'geavanceerd', kenmerk dat uit het vroege Krijt verder alleen van Hongshanornis bekend is. Basale kenmerken zijn juist het bezit van een robuust gebouwd eerste middenhandsbeen dat een, geklauwde, vinger draagt die verder uitsteekt dan het tweede middenhandsbeen en de lange achterpoten die bijna de lengte hebben van de vleugel.
Er zijn acht halswervels, minstens zeven ruggenwervels en negen à tien sacrale wervels. Er zijn geen vrij bewegende staartwervels meer en het pygostyle is klein en driehoekig. De ribben zijn dun; er zijn buikribben aanwezig. Het borstbeen is langwerpig met een kiel over de volle lengte. Het schouderblad is sterk gekromd en het schoudergewricht is sterk zijwaarts en naar boven gericht. Het ravenbeksbeen draagt een goed ontwikkelde processus procoracoideus, een deel van het katrolmechanisme voor de pees van de spier die de vleugel heft. De vrij rechte tweede en derde middenhandsbeenderen zijn niet vergroeid behalve aan het uiteinde; het eerste middenhandsbeen is robuuster dan beide. Het dijbeen is vrij lang, met 79 procent van de lengte van het scheenbeen. Het kuitbeen is gereduceerd tot minder dan de halve lengte van het scheenbeen. De tarsometatarsus is aan beide uiteinden sterk vergroeid. Het vijfde middenvoetsbeen ontbreekt. Het derde middenvoetsbeen is het langst.

## Fylogenie
Jianchangornis werd in een kladistische analyse basaal, onder in de stamboom van, de Ornithurae geplaatst. De relatie met andere basale ornithuren bleef echter onopgelost. De vondst van een ornithuur is een aanwijzing dat de Ornithurae een grotere variatie hadden dan wel afgeleid is uit het overwicht van de vondsten van de Enantiornithae uit het Mesozoïcum.
Bij het linkerbeen werden resten van een vis gevonden, wellicht Jinanichthys. De beschrijvers leiden hieruit af dat Jianchangornis een viseter moet zijn geweest. Uit de sterke achterpoten concluderen ze dat het dier een goed loopvermogen moet hebben bezeten. Het zou daarom geen bosbewoner zijn geweest maar een oevervogel.